# Tamarisken-Wassersackmoos
Das Tamarisken-Wassersackmoos (Frullania tamarisci) ist eine Lebermoos-Art aus der Familie Frullaniaceae.

## Merkmale
Diese formenreiche Art bildet rotbraune bis kupferrote, seltener grüne bis schwarzgrüne, glänzende, oft vom Substrat abstehende Rasen. Die ziemlich kräftigen Stämmchen sind zweifach verzweigt. Die Oberlappen der zweilappigen Flankenblätter sind breit oval und haben meist ein aufgesetztes Spitzchen, die als Wassersäcke umgeformten Unterlappen sind etwa doppelt so lang wie breit und parallel zum Stämmchen ausgerichtet. Die Blattzellen mit mäßig verdickten Ecken sind etwa 16 bis 20 Mikrometer groß. Je Zelle sind 2 bis 6 ovale Ölkörper vorhanden. Die Flankenblätter weisen oft perlschnurartige Ozellen auf. Unterblätter sind abgerundet rechteckig, doppelt so breit wie das Stämmchen und an der Spitze zweilappig, die Ränder sind umgerollt.
Das Moos ist diözisch. Das etwa zur Hälfte aus den lang zugespitzten Hüllblättern herausragende, glatte (ohne Warzen) Perianth ist eiförmig und in eine kurze Röhre verengt. Perianthien und Sporenkapseln sind selten.

## Standortansprüche und Verbreitung
Das Tamarisken-Wassersackmoos bevorzugt mäßig trockene, lichtreiche bis halbschattige Standorte auf mehr oder weniger neutralen Substraten. Es wächst sowohl auf Gestein als auch epiphytisch, hauptsächlich auf Borke von Laubhölzern.
Es ist zirkumboreal verbreitet und mehr oder weniger auf ozeanische und subozeanische Regionen beschränkt. 
In Deutschland und Österreich war die Art nach Angaben in der alten Literatur allgemein verbreitet und viel häufiger. Bereits um 1900 setzte ein starker Rückgang ein. Ursachen dürften Emissionen von Luftschadstoffen, Trockenlegungen in der Landschaft und Auswirkungen durch die Forstwirtschaft (Förderung der Fichte, Rückgang von Altholzbeständen) sein. Heute ist die Art in Deutschland nur noch im niederschlagsreicheren Südwesten und am Alpenrand in reicheren Beständen vorhanden, in anderen Gebieten seltener bis stark gefährdet oder bereits ausgestorben. In Österreich ist sie in den Alpen zerstreut bis verbreitet, sonst selten oder fehlt ganz.